# Petar Naumoski
Petar Naumoski (mazedonisch Петар Наумоски; * 27. August 1968 in Prilep, SR Mazedonien) ist ein ehemaliger nordmazedonischer Basketballspieler und Politiker. Er gilt als einer der besten europäischen Point Guards im Basketball der 1990er und genießt insbesondere in der Türkei besondere Verehrung, da er die erste türkische Vereinsmannschaft anführte, die 1996 mit dem Korać-Cup einen Europapokal gewinnen konnte. Während seiner aktiven Zeit wurde Naumoski in der Türkei und Italien naturalisiert. Zwischen 2002 und 2006 war er Abgeordneter des nordmazedonischen Parlaments innerhalb der Fraktion der VMRO-DPMNE.

## Karriere
Naumoski begann 1989 seine Karriere beim Basketballverein aus dem kroatischen Split, der damals einen Großteil der besten Spieler der zu jener Zeit führenden europäischen Basketballnation Jugoslawien vereinte. Beim zwischen 1989 und 1991 dreifachen Triple-Gewinner aus nationaler Meisterschaft und Pokal sowie dem Europapokal der Landesmeister konnte sich Naumoski jedoch nicht durchsetzen, so dass er 1991 in seine nordmazedonische Heimat zu KK Rabotnički in Skopje zurückkehrte. 1992 wechselte er in die Türkiye Basketbol Ligi zu Efes Pilsen in Istanbul. Mit diesem Verein gewann er mit einjähriger Unterbrechung 1994/95 viermal die türkische Meisterschaft und wurde zweimal Vizemeister sowie viermal türkischer Pokalsieger. Nachdem er mit dem unter Benetton firmierenden Basketballverein aus dem italienischen Treviso 1995 das Finale des Europapokals der Pokalsieger, welches er 1993 mit Efes Pilsen noch verloren hatte, sowie den italienischen Landespokal gewonnen hatte, gewann er 1996 nach seiner Rückkehr zu Efes Pilsen den Korać-Cup im Finale gegen Stefanel Mailand, die bereits ein Jahr zuvor die Finalspiele dieses Wettbewerbs gegen den deutschen Vertreter Alba Berlin verloren hatten. Mit Efes Pilsen erreichte er zudem dreimal das Viertelfinale im nun Euroleague betitelten Europapokal der Landesmeister. 1999 verließ Naumoski Efes Pilsen. Mit der nordmazedonischen Nationalmannschaft konnte sich Naumoski bei der Basketball-Europameisterschaft 1999 für eine EM-Endrunde qualifizieren, wo man nach drei Niederlagen in der Vorrunde ausschied. In der Saison 1999/2000 war er nicht aktiv.
Für die Saison 2000/01 kehrte Naumoski zu Benetton Treviso zurück. In der Saison 2001/02 spielte er ab Februar 2002 für Montepaschi im toskanischen Siena und gewann mit dieser Mannschaft die letzte Austragung des nun als Saporta Cup betitelten Europapokals der Pokalsieger. Anschließend war er noch für Olimpia aus Mailand bis Januar 2004 aktiv, bevor er für den Rest der Spielzeit 2003/04 nach Istanbul zurückkehrte und mit Ülkerspor einen weiteren türkischen Pokalsieg errang und die Finalserie der türkischen Meisterschaft erreichte, die gegen seinen Ex-Verein Efes Pilsen verloren ging.
Zwischen 2008 und 2009 spielte er noch unterklassig in Italien und stand in der Spielzeit 2010/11 im Kader des KK MZT in Skopje.

## Erfolge
| Saison  | Verein               | Europapokal                        | Nationale Meisterschaft | Nationaler Pokal |
| ------- | -------------------- | ---------------------------------- | ----------------------- | ---------------- |
| 1989/90 | Jugoplastika Split   | Europa Landesmeister               | Jugoslawien             | Jugoslawien      |
| 1990/91 | POP 84 Split         | Europa Landesmeister (2)           | Jugoslawien (2)         | Jugoslawien (2)  |
| 1992/93 | Efes Pilsen Istanbul | Europa Pokalsieger-Vize            | Türkei                  |                  |
| 1993/94 | Efes Pilsen Istanbul |                                    | Türkei (2)              | Türkei           |
| 1994/95 | Benetton Treviso     | Europa Pokalsieger                 | Italien Vize            | Italien          |
| 1995/96 | Efes Pilsen Istanbul | Europa Korać-Cup                   | Türkei (3)              | Türkei (2)       |
| 1996/97 | Efes Pilsen Istanbul |                                    | Türkei (4)              | Türkei (3)       |
| 1997/98 | Efes Pilsen Istanbul |                                    | Türkei Vize             | Türkei (4)       |
| 1998/99 | Efes Pilsen Istanbul |                                    | Türkei Vize (2)         |                  |
| 2001/02 | Montepaschi Siena    | Europa Pokalsieger/Saporta Cup (2) |                         | Italien Vize     |
| 2003/04 | Ülkerspor            |                                    | Türkei Vize (3)         | Türkei (5)       |